# Liste der denkmalgeschützten Objekte in Laussa
Die Liste der denkmalgeschützten Objekte in Laussa enthält die denkmalgeschützten, unbeweglichen Objekte der Gemeinde Laussa im oberösterreichischen Bezirk Steyr-Land.

## Denkmäler
| Foto |                 | Denkmal                                                                    | Standort                                     | Beschreibung | Metadaten |
| ---- | --------------- | -------------------------------------------------------------------------- | -------------------------------------------- | --- | --- |
| ja   | Datei hochladen | Kath. Pfarrkirche Mariae Himmelfahrt HERIS-ID: 24320 Objekt-ID: 20706      | bei Kirchenplatz 1 Standort KG: Lausa        | Die Pfarrkirche Mariae Himmelfahrt ist urkundlich bereits um 1300 erwähnt, der heutige Sakralbau stammt aus der Zeit von 1839 bis 1843, mit einer Erweiterung 1869. Der Turm im Süden des Chorwinkels ist in barocker Tradition und mit Haube ausgeführt. Im Langhaus ist ein Holzkruzifix aus dem 18. Jahrhundert ersichtlich. | BDA-Hist.: Q17126920 Status: § 2a Stand der BDA-Liste: 2025-06-30 Name: Kath. Pfarrkirche Mariae Himmelfahrt GstNr.: .132/2 Pfarrkirche Mariä Himmelfahrt, Laussa |
| ja   | Datei hochladen | Getreidekasten, Großmitterbergergut HERIS-ID: 26004 Objekt-ID: 22458       | bei Mitterberg 1 Standort KG: Lausa          | | BDA-Hist.: Q37898319 Status: Bescheid Stand der BDA-Liste: 2025-06-30 Name: Getreidekasten, Großmitterbergergut GstNr.: .172                                      |
| ja   | Datei hochladen | Pechgraben-Kapelle, Sengstschmied-Kapelle HERIS-ID: 26001 Objekt-ID: 22455 | Pechgraben 221, gegenüber Standort KG: Lausa | Die Pechgrabenkapelle (Unbefleckte Empfängnis Mariae) hat einen Chor mit Halbkreisschluss und einen Dachreiter mit Glockenstube. Der Altar ist aus der 2. Hälfte des 18. Jahrhunderts. | BDA-Hist.: Q37898300 Status: Bescheid Stand der BDA-Liste: 2025-06-30 Name: Pechgraben-Kapelle, Sengstschmied-Kapelle GstNr.: .356/1                              |